# Левант (Канзас)
Левант (англ. Levant) — переписна місцевість (CDP) в США, в окрузі Томас штату Канзас. Населення — 68 осіб (2020).

## Географія
Левант розташований за координатами 39°23′17″ пн. ш. 101°11′41″ зх. д. / 39.38806° пн. ш. 101.19472° зх. д. (39.388111, -101.194773).  За даними Бюро перепису населення США в 2010 році переписна місцевість мала площу 2,61 км², уся площа — суходіл.

## Демографія
Згідно з переписом 2010 року, у переписній місцевості мешкала 61 особа в 28 домогосподарствах у складі 14 родин. Густота населення становила 23 особи/км².  Було 30 помешкань (11/км²).
Расовий склад населення:
| - 96,7 % — білих - 1,6 % — корінних американців - 1,6 % — осіб інших рас |

До двох чи більше рас належало 0,0 %. Частка іспаномовних становила 1,6 % від усіх жителів.
За віковим діапазоном населення розподілялося таким чином: 23,0 % — особи молодші 18 років, 65,5 % — особи у віці 18—64 років, 11,5 % — особи у віці 65 років та старші. Медіана віку мешканця становила 33,3 року. На 100 осіб жіночої статі у переписній місцевості припадало 90,6 чоловіків;  на 100 жінок у віці від 18 років та старших — 104,3 чоловіків також старших 18 років.
Цивільне працевлаштоване населення становило 44 особи. Основні галузі зайнятості: оптова торгівля — 61,4 %, транспорт — 38,6 %.